# Battaglia del crinale di Poziéres
La battaglia del crinale di Pozieres fu combattuta tra il 23 luglio e il 3 settembre del 1916 nel nord della Francia vicino a Lilla. La battaglia vide affrontarsi le forze britanniche, sostenute da contingenti australiani, e quelle tedesche, e si concluse a favore del Regno Unito con la conquista di Pozières. In totale furono coinvolte 12 divisioni e vi furono 23 000 tra morti, feriti, prigionieri e dispersi.
Dopo una strenua difesa da parte dei tedeschi, i britannici fecero breccia nelle difese nemiche e conquistarono Pozieres. Insieme ad altre battaglie, Pozieres fu decisiva per la finale vittoria tattica degli anglo-francesi nella battaglia della Somme.